# Festival Internacional de Cinema de Kerala
El Festival Internacional de Cinema de Kerala (en malaiàlam അന്തർദേശീയ ചലച്ചിത്രോത്സവം, International Film Festival of Kerala abreujat com a IFFK) és un festival de cinema que se celebra anualment a Thiruvananthapuram, la capital de Kerala, Índia. Aquest festival de cinema va començar el 1996 i és organitzat per l'Kerala State Chalachitra Academy en nom del Departament d'Afers Culturals del govern de Kerala. El festival se celebra al novembre o desembre de cada any i és reconegut com un dels principals esdeveniments culturals de l'Índia.

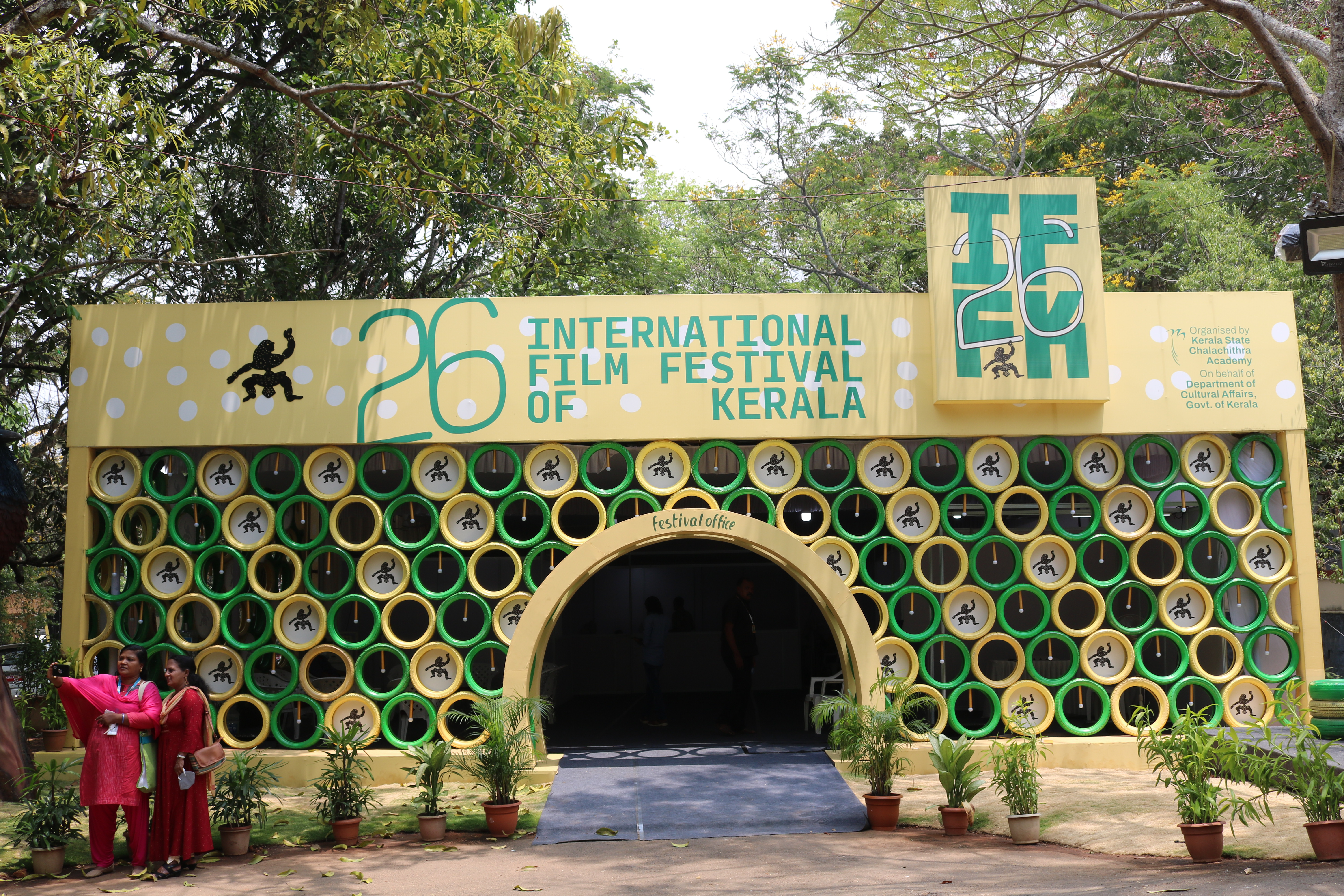
Oficina del Festival de 2022

Força pel·lícules nacionals i internacionals tenen la seva estrena a l'IFFK cada any. La secció del concurs està limitada a 14 pel·lícules seleccionades produïdes a Àsia, Àfrica o Amèrica Llatina. El festival també té una secció dedicada al cinema malaiàlam. En la línia de l'IFFK, l'Acadèmia Chalachitra també organitza el Festival Internacional de Curtmetratges i Documentals de Kerala. L'Acadèmia també va organitzar un festival de cinema regional el 2022, el Festival Internacional de Cinema Regional de Kerala celebrat a Kochi.

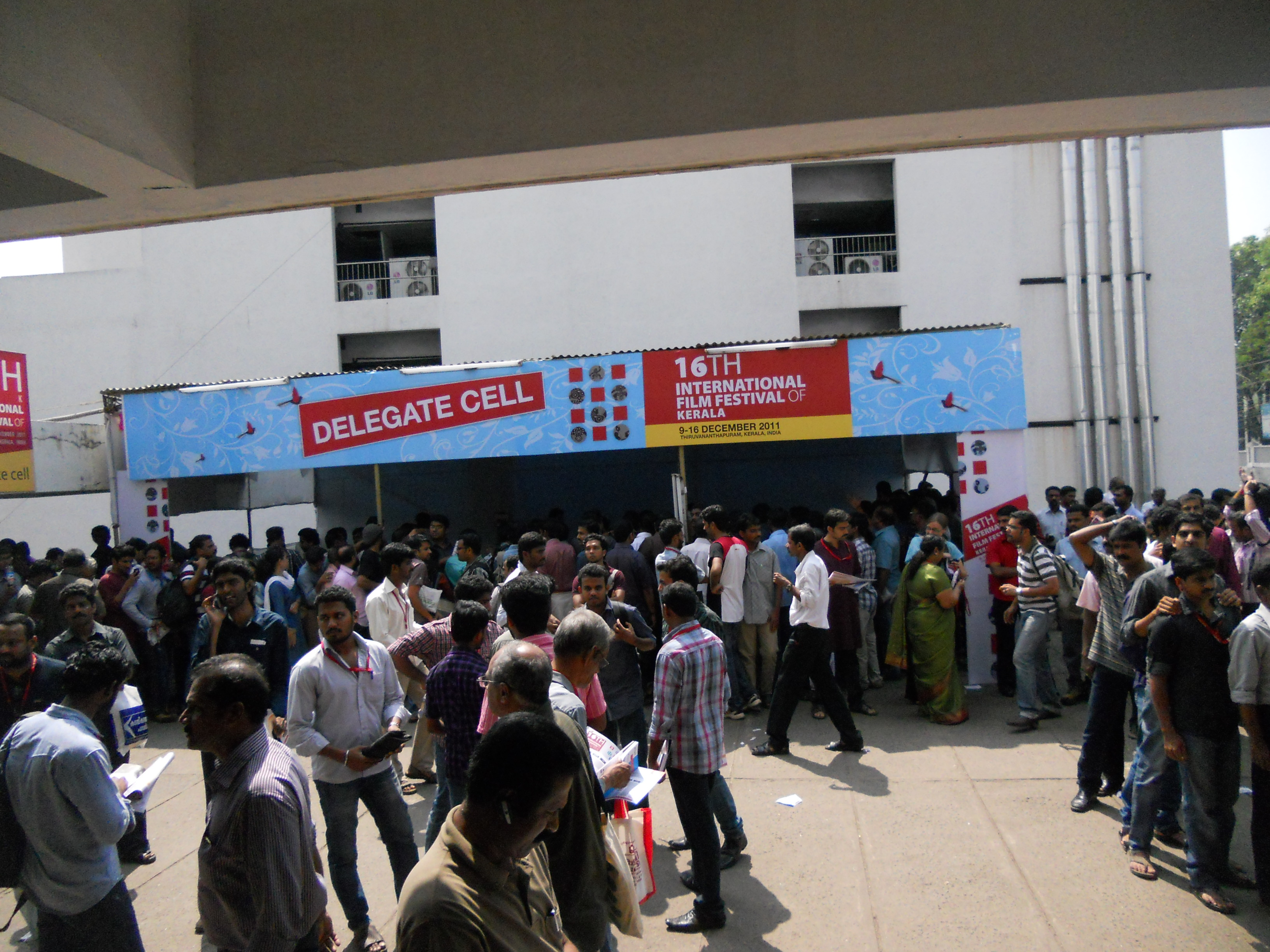
Edició de 2011

## Història
La Direcció de Festivals de Cinema del Govern de l'Índia va celebrar el Festival Internacional de Cinema de l'Índia (IFFI) a Thiruvananthapuram, el 1988. El festival va conrear l'interès per les pel·lícules serioses i ha donat lloc a la creació de diverses societats de cinema a tot l'estat. Les activitats de les societats van incloure la projecció de pel·lícules clàssiques d'arreu del món, la realització de debats en grup sobre diversos aspectes del cinema i la difusió de fullets sobre cineastes de renom. Les societats cinematogràfiques van obtenir còpies de pel·lícules d'arxius i d'ambaixades d'alguns països com a part dels programes d'intercanvi cultural. El moviment de la societat cinematogràfica va ajudar a elevar l'alfabetització cinematogràfica entre la gent i va sorgir la necessitat d'un festival internacional de cinema al nivell de l'IFFI.
El primer IFFK va ser a Kozhikode l'any 1996. Per cert, el festival es va celebrar en el 100è aniversari del cinema i es van projectar 100 pel·lícules com a part de l'esdeveniment. L'esdeveniment va ser gestionat pel Kerala State Film Development Corporation (KSFDC) fins al 1998 quan es va formar la Kerala State Chalachitra Academy i se li va atorgar la responsabilitat de dirigir l'IFFK juntament amb altres activitats de promoció del cinema. Posteriorment, la FIAPF va acreditar el festival i es va afegir una secció de competició a l'esdeveniment l'any 1999. La competició es limita a pel·lícules produïdes a Àsia, Àfrica o Amèrica Llatina. La FIPRESCI (Fédération Internationale de la Presse Cinématographique) i la Netpac (Xarxa per a la promoció del cinema asiàtic) també han reconegut el festival.

## Punts destacats del Festival
Durant el festival es projecta vinema del món contemporani, Nou cinema malaiàlam, Retrospectives dels principals cineastes, Homenatge i Homenatges, Cinema indi contemporani, curtmetratges i documentals. Durant l'IFFK també s'organitzen el Mercat de Cinema i seminaris sobre temes importants relacionats amb el cinema. El festival ara se celebra permanentment a diverses sales de cinema a Thiruvananthapuram. El festival sempre destaca pel seu suport públic. El festival és potser l'únic que ha tingut projeccions s una presó (Presó Central de Poojappura, Thiruvananthapuram), una llar de menors i una llar de sensesostre (Sri Chitra Poor Home).

## Premis del Festival
- El Premi Faisà Corb d'Or: (Suvarna Chakoram) i un premi en metàl·lic de Rs. 1.000.000/- (uns 20.000 dòlars EUA) al millor llargmetratge que el director i el productor compartiran a parts iguals
- El Premi Faisà Corb d'Argent: (Rajatha Chakoram) i un premi en metàl·lic de Rs. 300.000/- (uns 6.000 dòlars EUA) al millor director
- El Premi Faisà Corb d'Argent: (Rajatha Chakoram) i un premi en metàl·lic de Rs. 200.000/- (uns 4.000 dòlars EUA) al millor director debut.
- Premi del públic: (Rajatha Chakoram) i premi en metàl·lic de Rs. 100.000 (uns 2.000 dòlars EUA) al director de la pel·lícula més popular votada pels delegats del festival
- Premi FIPRESCI: A la millor pel·lícula escollida per la Fédération Internationale de la Presse Cinématographique.
- Premi Netpac: a la millor pel·lícula de la secció de competició d'Àsia, escollida per la Xarxa de Promoció del Cinema Asiàtic.

L'any 2007 s'introdueixen dos premis més de la FIPRESCI i el Netpac, que s'atorgaran per separat a les millors pel·lícules malaiàlam del festival.

### Premi Faisà Corb d'Or a la millor pel·lícula – Guanyadors
| Any  | Pel·lícula                                | Director                 | País            | Ref.   |
| ---- | ----------------------------------------- | ------------------------ | --------------- | ------ |
| 1999 | Hai shang hua                             | Hou Hsiao-hsien          | Taiwan          | [ 7 ]  |
| 2000 | Mayonnaise                                | Yoon In-ho               | Corea del Sud   | [ 8 ]  |
| 2001 | Ali Zaoua                                 | Nabil Ayouch             | Marroc          | [ 9 ]  |
| 2002 | Anyangde guer                             | Wang Chao                | R.P. de la Xina | [ 10 ] |
| 2003 | Abouna                                    | Mahamat Saleh Haroun     | Txad            | [ 11 ] |
| 2004 | Días de Santiago                          | Josué Méndez             | Perú            | [ 12 ] |
| 2005 | Sheng si jie                              | Li Shaohong              | R.P. de la Xina | [ 13 ] |
| 2006 | Meleğin Düşüşü                            | Semih Kaplanoğlu         | Turquia         |        |
| 2006 | Nirontor                                  | Abu Sayeed               | Bangladesh      | [ 14 ] |
| 2007 | XXY                                       | Lucía Puenzo             | Argentina       | [ 15 ] |
| 2008 | Parque vía                                | Enrique Riveros          | Mèxic           | [ 16 ] |
| 2009 | Dar bareye Elly                           | Asghar Farhadi           | Iran            |        |
| 2009 | Jermal                                    | Ravi Bharwani            | Indonèsia       |        |
| 2010 | Retratos en un mar de mentiras            | Carlos Gaviria           | Colòmbia        |        |
| 2011 | Los colores de la montaña                 | Carlos Cesar Arbelaez    | Colòmbia        |        |
| 2012 | Sta. Niña                                 | Emmanuel Quindo Palo     | Filipines       | [ 17 ] |
| 2013 | Parviz                                    | Majid Barzegar           | Iran            | [ 18 ] |
| 2014 | Refugiado                                 | Diego Lerman             | Argentina       | [ 19 ] |
| 2015 | Ottaal                                    | Jayaraj                  | Índia           | [ 20 ] |
| 2016 | Eshtebak                                  | Mohamed Diab             | Egipte          | [ 21 ] |
| 2017 | Wajib                                     | Annemarie Jacir          | Palestina       | [ 22 ] |
| 2018 | Otagh-e-Tarik                             | Rouhollah Hejazi         | Iran            | [ 23 ] |
| 2019 | Aru Sendo No Hanashi                      | Jō Odagiri               | Japó            | [ 23 ] |
| 2020 | This Is Not a Burial, It's a Resurrection | Lemohang Jeremiah Mosese | Lesotho         | [ 23 ] |
| 2021 | Clara Sola                                | Nathalie Álvarez Mesén   | Costa Rica      | [ 23 ] |
| 2022 | Utama                                     | Alejandro Loayza Grisi   | Bolívia         | [ 23 ] |
| 2023 | Aku wa Sonzai Shinai                      | Ryusuke Hamaguchi        | Japó            | [ 23 ] |